# Дольф ван дер Нагель
Рудольф «Дольф» Корнеліс ван дер Нагель (нід. Rudolf «Dolf» Cornelis van der Nagel; Буйтензорг, Голландська Ост-Індія, 28 травня 1889 — Гаага, 14 жовтня 1949) — нідерландський футболіст і військовий.

## Клубна кар'єра
Ван дер Нагель грав на позиції захисника та півзахисника за клуби «Алкмарія Віктрікс», «Велосітас» (Бреда), ГФК (Гарлем) та ГВВ (Гаага). У 1916 році, у віці 26 років, закінчив з футболом заради громадської кар'єри.

## Кар'єра в збірній
За збірну Нідерландів зіграв один матч в 1914 році. До цього був у заявці збірної на літніх Олімпійських іграх 1912 року, але не грав і не був нагороджений бронзовою медаллю.
Також виступав у шести іграх збірної Півдня Нідерландів під час свого перебування у «Велосітас». Також кілька разів грав за військову збірну.

## Особисте життя
Ван дер Нагель був військовим за професією. В 1916 році потрапив до інструкційного батальйону в Кампені, що означало кінець його футбольної кар'єри.
Одружився з Кампегіною Ламбертою Вітрингою 24 жовтня 1918 року в Гардервейку. У пари було троє дітей.

## Статистика

### Статистика виступів за збірну
| Дата      | Місто      | Господарі | Результат | Гості      | Турнір           | Голи | Примітки |
| --------- | ---------- | --------- | --------- | ---------- | ---------------- | ---- | -------- |
| 17-5-1914 | Копенгаген | Данія     | 4 – 3     | Нідерланди | товариський матч | -    |          |
| Усього    |            | Матчів    | 1         |            | Голів            | 0    |          |